# Banque cantonale d'Uri
La Banque cantonale d'Uri (URKB) est une banque cantonale suisse dont le siège social est à Altdorf, dans le bâtiment voyageurs de la gare d'Altdorf.